# Hahnia alini
Hahnia alini là một loài nhện trong họ Hahniidae.
Loài này thuộc chi Hahnia. Hahnia alini được Benoy Krishna Tikader miêu tả năm 1964.